# Saint-Chrysostome (Quebec)

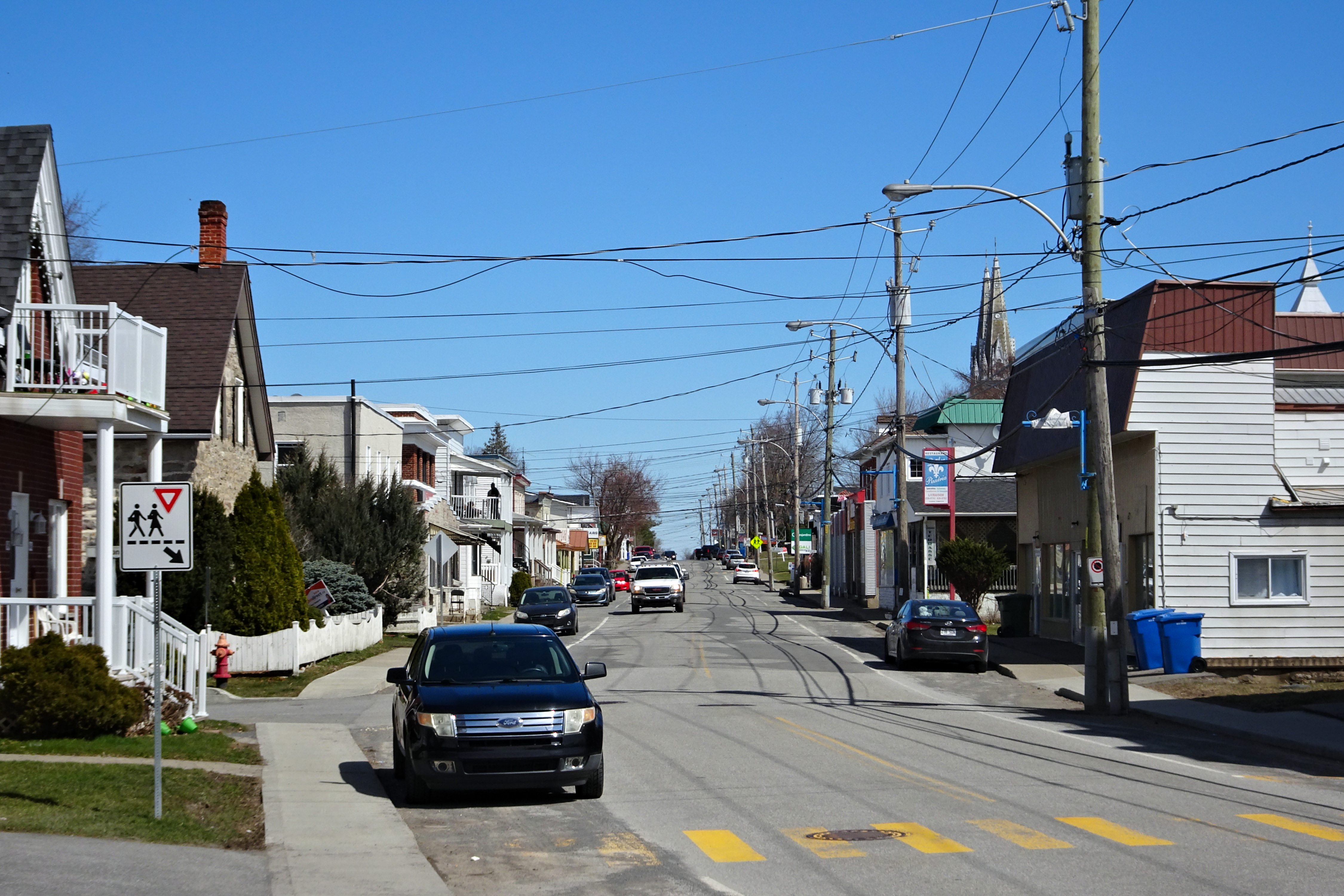
St-Chrysostome

Saint-Chrysostome é uma municipalidade no sudoeste de Quebec, Canadá, no Condado de Haut-Saint-Laurent, região administrativa de Montérégie.
|                 | Norte: Très-Saint-Sacrement Saint-Urbain-Premier |                                                   |
| Oeste: Franklin | Saint-Chrysostome                                | Leste: Sainte-Clotilde-de-Châteauguay Hemmingford |
|                 | Sul: Havelock                                    |                                                   |